# فلوكسيتين
الفلوكستين (يُباع تحت الاسم التجاري بروزاك وغيره)، هو دواء مضاد للاكتئاب، ينتمي إلى فئة مثبطات إعادة امتصاص السيروتونين الانتقائية (SSRI). يُستخدم لعلاج اضطراب الاكتئاب الشديد، والقلق، واضطراب الوسواس القهري، واضطراب الهلع، واضطراب سوء المزاج ما قبل الطمث، والشره العصبي. كما حصل على موافقة لاستخدامه لعلاج اضطراب الاكتئاب الشديد لدى المراهقين والأطفال من عمر 8 سنوات فما فوق. وقد استُخدم أيضًا لعلاج سرعة القذف. يؤخذ الفلوكستين عن طريق الفم.
تشمل الآثار الجانبية الشائعة فقدان الشهية، والغثيان، والإسهال، والصداع، وصعوبة النوم، وجفاف الفم، والخلل الوظيفي الجنسي. أما الآثار الجانبية الخطيرة فتشمل متلازمة السيروتونين، والهوس، والنوبات، وزيادة خطر السلوك الانتحاري لدى الأشخاص دون سن 25 عامًا، وزيادة خطر النزيف. من غير المرجح حدوث متلازمة التوقف عن تناول مضادات الاكتئاب مع الفلوكستين مقارنة مع مضادات الاكتئاب الأخرى، ولكنها لا تزال تحدث في العديد من الحالات. يرتبط تناول الفلوكستين أثناء الحمل بزيادة كبيرة في تشوهات القلب الخلقية لدى المواليد الجدد. وقد اقتُرح أنه يمكن الاستمرار في علاج الفلوكستين أثناء الرضاعة الطبيعية إذا استخدام أثناء الحمل أو إذا كانت مضادات الاكتئاب الأخرى غير فعالة.
اخترع الفلوكستين من قبل شركة إيلي ليلي في عام 1972 ودخل الاستخدام الطبي في عام 1986. وهو مدرج في قائمة منظمة الصحة العالمية للأدوية الأساسية ومتوفر كدواء عام. في عام 2022، كان الدواء الثاني والعشرين الأكثر وصفًا في الولايات المتحدة، بأكثر من 24 مليون وصفة طبية.

تسوق شركة إيلي ليلي أيضًا الفلوكستين في تركيبة ذات جرعة ثابتة مع الأولانزابين تحت الاسم التجاري أولانزابين/فلوكستين (سيمبياكس)، والذي تمت الموافقة عليه من قبل إدارة الغذاء والدواء الأمريكية لعلاج نوبات الاكتئاب في اضطراب ثنائي القطب من النوع الأول في عام 2003 ولعلاج الاكتئاب المقاوم للعلاج في عام 2009.

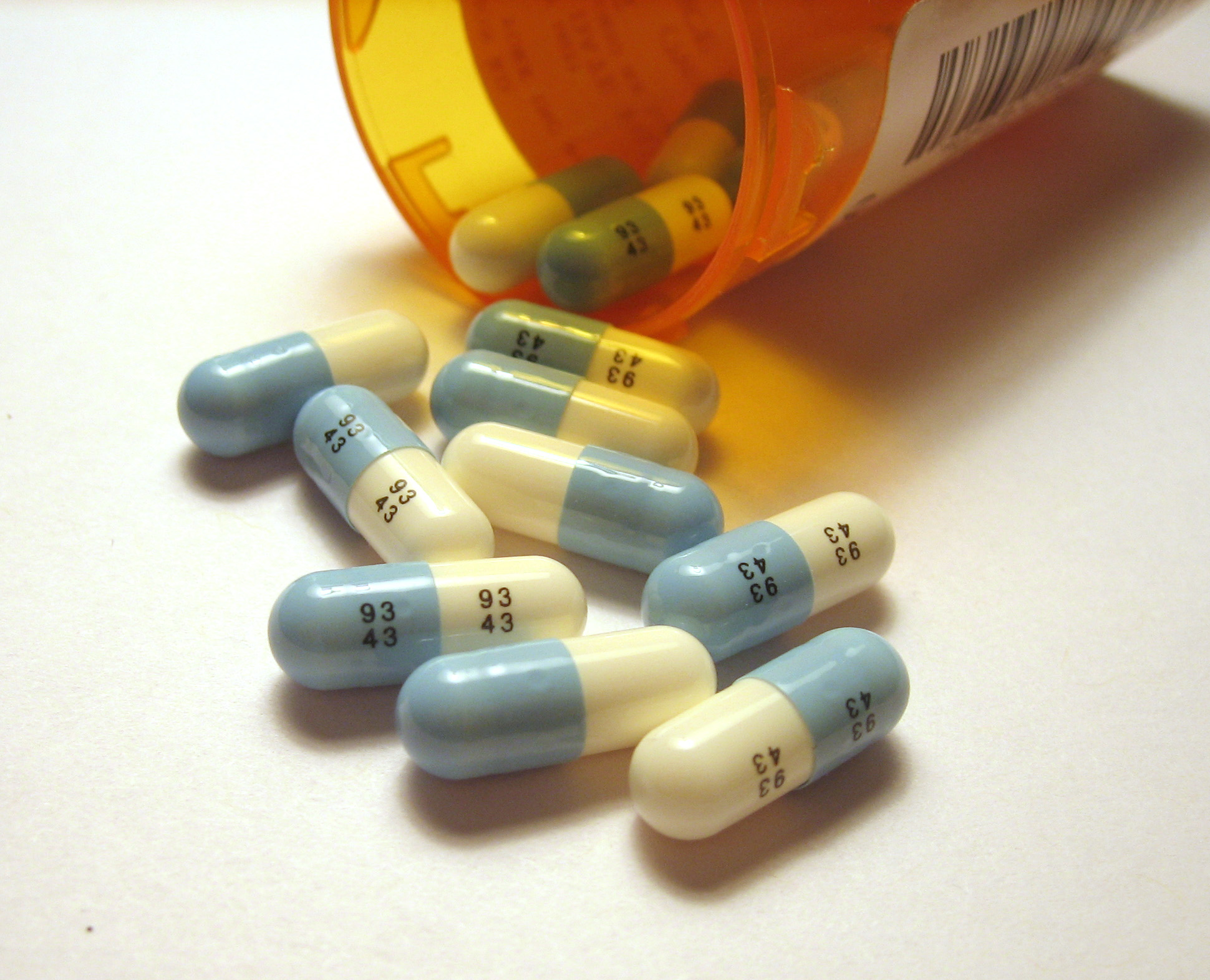
كبسولات فلوكسيتين ذات الـ 20 مغ

## الاستخدامات الطبية
البروزاك هو أحد الأدوية المضادة للاكتئاب، ويُستخدم أيضًا في علاج القلق، التوتر، الوساوس، والمخاوف. تم تطويره من قبل شركة ليلي الأمريكية، وطرحه في الأسواق لأول مرة عام 1988، حيث أحدث ثورة في مجال الطب النفسي نظرًا لفعاليته العالية وأمانه الكبير، مع قلة آثاره الجانبية.
يعمل البروزاك على الناقلات العصبية، وأهمها السيروتونين، الذي يتم إفرازه في الفص الصدغي بالمخ. ويُعتقد أن اضطراب إفراز هذه المادة مرتبط بحالات الاكتئاب، حيث يكون هناك ضعف أو عدم انتظام في إنتاجها. يساعد البروزاك على تعزيز إفراز السيروتونين وتنظيم مستوياته، مما يساهم في تحسين الحالة المزاجية.
يُعد البروزاك من الأدوية ذات الأعراض الجانبية المحدودة، فقد يسبب اضطرابات هضمية خفيفة في الأيام الأولى من استخدامه، لذا يُفضل تناوله بعد الطعام، وغالبًا ما تختفي هذه الأعراض سريعًا. قد يعاني بعض الأشخاص من رجفة طفيفة في اليدين أو قلة النوم، ولذلك يُنصح بتناوله خلال النهار. كما قد يؤدي إلى انخفاض طفيف في الوزن خلال الأسابيع الأولى، مما دفع البعض لاستخدامه لهذا الغرض، إلا أن ذلك غير موصى به طبيًا. ومن بين تأثيراته الجانبية أيضًا تأخير القذف لدى بعض الرجال، وهو ما قد يكون ميزة لمن يعانون من سرعة القذف.
من ناحية أخرى، لا يؤثر البروزاك على وظائف الكلى بأي شكل من الأشكال.

### الاكتئاب
لا تزال فعالية الفلوكسيتين ومضادات الاكتئاب الأخرى في علاج حالات الاكتئاب الخفيفة والمتوسطة محل نقاش. ففي دراسة تحليلية أجراها كيرش عام 2008، تبين أن تأثير الفلوكسيتين ومضادات الاكتئاب الأخرى من فئة مثبطات استرداد السيروتونين الانتقائية لم يكن ذا أهمية كبيرة في علاج هذه الحالات. كما أظهرت دراسة أخرى أجراها فورنير وزملاؤه عام 2009 على عقاري الباروكسيتين والإيمبرامين أن تأثيرهما محدود في علاج الاكتئاب الطفيف والمتوسط 
في المقابل، أشارت دراسة تحليلية أُجريت عام 2012، استندت إلى تحليل بيانات 18 تجربة سريرية عشوائية محكمة، إلى وجود استجابة سريرية وحسابية كبيرة للعلاج، بغض النظر عن شدة الاكتئاب، مما يدل على عدم وجود تأثير جوهري لشدة الاكتئاب على كفاءة الدواء.
من جهة أخرى، جادلت الناشطة المناهضة للعلاج الدوائي النفسي، جوانا مونكريف، بأن أي تحسن في المزاج نتيجة تناول الفلوكسيتين أو غيره من مضادات الاكتئاب قد يكون مجرد استجابة نفسية مبالغ فيها من قبل المريض، تُعرف باسم تأثير العلاج الوهمي. 
وفي مراجعة شاملة أجراها المعهد الوطني للرعاية والامتياز الطبي، والتي تضمنت دراسة كيرش دون غيرها من الدراسات، خَلُص الباحثون إلى أن للفلوكسيتين تأثيرًا واضحًا في علاج الاكتئاب المتوسط والشديد، مع بعض الفعالية في الحالات الطفيفة. كما اتفق كل من NICE وفورنير على أن الفلوكسيتين أكثر فاعلية في علاج اضطراب المزاج المزمن مقارنة بالاكتئاب الطفيف العابر .